# Undercover of the Night
"Undercover of the Night" is een nummer van de Britse rockband The Rolling Stones en afkomstig van het studioalbum The Rolling Stones-album Undercover uit 1983. Op 31 oktober dat jaar werd het nummer eerst in het Verenigd Koninkrijk en Ierland op single uitgebracht en een dag later in de rest van de wereld.

## Achtergrond
Het nummer is grotendeels geschreven door Mick Jagger, toch kreeg ook  Keith Richards erkenning als liedjes schrijver. Volgens Jaggers is het nummer sterk beïnvloed door William Burroughs' roman "Cities of the Red Night". In de tekst gaat Jagger in op de politiek instabiele situatie in Centraal- en Zuid-Amerika,
De opnames voor het nummer en het album begonnen begin 1983 en werden later die zomer hervat in de beroemde Hit Factory studio in New York. Er zijn twee versies van dit nummer, een niet-uitgebrachte versie met Rolling Stones-bassist Bill Wyman en de uitgebrachte versie waarbij Robbie Shakespeare meespeelt. Andere gastmuzikanten op het nummer zijn Sly Dunbar, Martin Ditcham, Moustapha Cisse, Brahms Coundoul en Chuck Leavell.
"Undercover of the Night" werd op 31 oktober 1983 eerst in het Verenigd Koninkrijk en Ierland uitgebracht als de eerste single van het album en een dag later in de rest van de wereld. De plaat werd goed ontvangen en bereikte in de VS de 9e positie in de Billboard Hot 100 en in Canada de 11e positie. Ook in The Rolling Stones' thuisland het Verenigd Koninkrijk werd de 11e positie bereikt in de UK Singles Chart. In Ierland werd de 10e positie bereikt, Australië de 27e, Nieuw-Zeeland de 10e, Noorwegen de 8e, Zweden de 15e, Duitsland de 20e, Oostenrijk de 19e en in Zwitserland de 18e positie.
In Nederland was de plaat op vrijdag 4 november 1983 Veronica Alarmschijf op Hilversum 3 en werd mede hierdoor een grote hit in de destijds drie landelijke hitlijsten op de nationale publieke popzender. De plaat bereikte de 5e positie in de Nederlandse Top 40, de 4e positie in de Nationale Hitparade en piekte op de 3e positie in de TROS Top 50. In de Europese hitlijst op Hilversum 3, de TROS Europarade, werd de 11e positie behaald.
In België bereikte de plaat de 5e positie in de voorloper van de Vlaamse Ultratop 50 en de 9e positie in de Vlaamse Radio 2 Top 30. In Wallonië werd géén notering behaald.
In de sinds december 1999 jaarlijks uitgezonden NPO Radio 2 Top 2000 van de Nederlandse publieke radiozender NPO Radio 2 stond de plaat uitsluitend in 2000 en 2002 in de lijst der lijsten, met als hoogste notering een 977e positie in 2000.

## Videoclip
Voor de single is een videoclip gemaakt in Mexico-Stad, met Jagger als detective die een vrouw, gespeeld door Elpidia Carrillo, helpt om de ontvoerders van haar vriend te volgen. Richards speelt de de leider van de ontvoerders en schiet Jagger in de clip neer. De videoclip werd als te gewelddadig beschouwd voor de Amerikaanse versie van MTV (na 21:00 uur werd een gekuisde versie uitgezonden). Een ongecensureerde versie van de videoclip was opgenomen in de Video Rewind- compilatie van de band. In Nederland werd de videoclip destijds op televisie uitgezonden door de popprogramma's AVRO's Toppop, Countdown van Veronica en Popformule van de TROS.

## Live uitvoeringen
De band heeft de single niet vaak live gespeeld, uitgezonderd tijdens de A Bigger Bang Tour in 2006. De single staat ook op de verzamelalbums Forty Licks uit 2002 en GRRR! uit 2012.

## NPO Radio 2 Top 2000
| Nummer met noteringen in de NPO Radio 2 Top 2000 | '00 | '01 | '02  |
| ------------------------------------------------ | --- | --- | ---- |
| Undercover of the Night                          | 977 | -   | 1785 |

1. ↑  Een '-' betekent dat het nummer niet was genoteerd en een vetgedrukt getal geeft de hoogste notering aan.
2. ↑  2000 was het eerste jaar met een notering voor dit nummer.
3. ↑  Deze tabel is bijgewerkt tot en met de laatste editie (2024).